# Raunholmen (Bergen)
Raunholmen est une île norvégienne du comté de Hordaland appartenant administrativement à Bergen.

## Description
Rocheuse et pratiquement désertique, à fleur d'eau, elle s'étend sur environ 48 m de longueur pour une largeur approximative de 31 m.